# Peter Dunki Jacobs
Peter Dunki Jacobs (Den Haag, 15 mei 1951), ook wel Dunki genoemd, is een Nederlandse voormalige hockeyspeler, hockeytrainer en chirurg.

## Hockeycarrière

### Jeugd
Dunki begon als 9-jarige met hockey in Rijswijk (ZH). Als 14-jarige mocht hij zich aansluiten bij het A1-team van de Eindhovense HTCC. Hij speelde in regionale en nationale jeugdselecties en het Nederlands C-team van internationals onder de 21.

### Clubcarrière
Hij maakte zijn debuut in Heren 1 van HTCC, de Zuidelijk Kampioen in het seizoen 1969-70 op 18-jarige leeftijd. HTCC werd dat jaar tweede bij het landskampioenschap, na een beslissingswedstrijd tegen Tilburg op het terrein van EMHC.
In seizoen 1970-71 werd hij Landskampioen met HTCC tijdens een beslissingswedstrijd tegen HGC in het Wagener Stadion Amsterdam. HTCC verloor dat jaar de Europacup-finale van SC 1880 Frankfurt, in Frankfurt.
Ook na de introductie van de hoofdklasse in 1973 speelde hij nog voor HTCC alhoewel hij al geruime tijd in Amsterdam medicijnen studeerde. Een blessure schakelde hem in december 1975 uit. Zijn “come back” zou hij maken in het Amsterdamsche Bos waar de hockeyclubs Pinoké en de AH&BC buren zijn.
Tijdens de laatste fase van zijn revalidatie werd hij in begin 1977, drie wedstrijden voor het eind van de competitie, interim trainer-coach van het Amsterdamse Pinoké Dames 1. Het er op volgende seizoen 1976-77 was hij fulltime Trainer-coach van een verjongde selectie van de Dames van Pinoké. Dat jaar werden zij gedeeld nummer 1 met Landskampioenschap Were Di op onderling resultaat.
Het seizoen 1977-78 was hij weer fit om zelf te spelen en ging hij spelen in Heren1 van Amsterdam - AH&BC. Dat eerste seizoen 1977-78 combineerde hij nog met het Trainerschap van Dames 1 van de AH&BC met coach Bob Hillen. De dames werden dat jaar geen landskampioen, maar wonnen wederom en voor de 4e keer op rij de Europacup in Barcelona.
Dunki Jacobs speelde tot seizoen 1980-81 in Heren 1 van de AH&BC, maar maakte dat laatste jaar niet af in verband met zijn opleiding chirurgie. Wel speelde hij nog enkele jaren bij Veteranen A van de AH& BC.

### Nederlands elftal
Dunki werd geselecteerd voor het Nederlands elftal dat het Wereldkampioenschap zou gaan spelen in Lahore Pakistan begin februari 1972. In de zomer 1971 debuteerde hij tijdens het Pre-olympisch toernooi in München onder coach Ab van Grimbergen. Nico Spits captain overhandigde hem de das voor internationals. Het bleef bij die ene interland tegen Canada. Het WK werd namelijk gecanceld in verband met oorlog tussen India en Pakistan begin december 1971. Tijdens een indoor krachttraining op Papendal raakte hij geblesseerd, waardoor hij deelname aan de Olympische Spelen in München in 1972 misliep.
Met het Militair hockey team werd hij later dat jaar en in 1973 wel twee maal CIMS Wereldkampioen.

## Medische carrière
Dunki volgde een opleiding chirurgie in het Sint-Lucas Ziekenhuis Amsterdam. Hij was als chirurg verbonden aan de Maria Stichting in Haarlem, het Trauma Centrum van het VuMC en als Trauma en Longchirurg in het MCA. In september 1988 promoveerde hij aan de UvA. Na zijn chirurgische carrière in Alkmaar, werd hij adviseur Medisch Specialistische Zorg, met focus op Kwaliteit & Innovatie bij Achmea Zilverenkruis. Na pensionering was hij non-executive adviseur en toezichthouder bij BeWell Medical Centers HuaH in Thailand.